# Tchagra
Genre
Synonymes
- Bocagia Shelley, 1894[2]

Tchagra est un genre de passereaux de la famille des Malaconotidae. Il regroupe quatre espèces.

## Répartition
Ce genre se trouve à l'état naturel en Afrique,,, et dans la péninsule arabique.

## Liste alphabétique des espèces
Selon la classification de référence du Congrès ornithologique international (version 8.2, 2018) :
- Tchagra australis (Smith, A, 1836) — Tchagra à tête brune
  - Tchagra australis ansorgei (Neumann, 1909)
  - Tchagra australis australis (Smith, A, 1836)
  - Tchagra australis bocagei da Rosa Pinto, 1968
  - Tchagra australis damarensis (Reichenow, 1915)
  - Tchagra australis emini (Reichenow, 1893)
  - Tchagra australis minor (Reichenow, 1887)
  - Tchagra australis rhodesiensis (Roberts, 1932)
  - Tchagra australis souzae (Barboza du Bocage, 1892)
  - Tchagra australis ussheri (Sharpe, 1882)
- Tchagra jamesi (Shelley, 1885) — Tchagra de James
  - Tchagra jamesi jamesi (Shelley, 1885)
  - Tchagra jamesi mandanus (Neumann, 1903)
- Tchagra senegalus (Linnaeus, 1766) — Grand Tchagra à tête noire, Tchagra à tête noire, Téléphone tchagra
  - Tchagra senegalus armenus (Oberholser, 1906)
  - Tchagra senegalus cucullatus (Temminck, 1840)
  - Tchagra senegalus habessinicus (Hemprich & Ehrenberg, 1833)
  - Tchagra senegalus kalahari (Roberts, 1932)
  - Tchagra senegalus nothus (Reichenow, 1920)
  - Tchagra senegalus orientalis (Cabanis, 1869)
  - Tchagra senegalus percivali (Ogilvie-Grant, 1900)
  - Tchagra senegalus remigialis (Hartlaub & Finsch, 1870)
  - Tchagra senegalus senegalus (Linnaeus, 1766)
- Tchagra tchagra (Vieillot, 1816) — Tchagra du Cap
  - Tchagra tchagra caffrariae Quickelberge, 1967
  - Tchagra tchagra natalensis (Reichenow, 1903)
  - Tchagra tchagra tchagra (Vieillot, 1816)